# Zahoor Ahmad Agha
Syed Zahoor Ahmad Agha (ourdou : سید ظہور احمد آغا), né le 4 octobre 1971 dans le district de Pishin, est un homme d'affaires et homme politique pakistanais, gouverneur de la province du Baloutchistan de 2021 à 2022. 
Originaire du nord pachtoune de la province du Baloutchistan, il est membre du Mouvement du Pakistan pour la justice depuis 2011.

## Jeunesse et études
Zahoor Ahmad Agha est né le 4 octobre 1971 dans le district de Pishin, dans le nord pachtoune de la province du Baloutchistan. Issu d'une famille industrielle, il possède notamment quatre moulins et diverses autres entreprises. À ce titre, il est notamment membre de la chambre de commerce de Quetta et président de la All Pakistan Flour Mills Association, une organisation de représentation des propriétaires de moulin à farine. 
Zahoor Ahmad Agha termine ses études secondaires à Quetta, capitale de la province, dans le lycée Islamia High School, puis fait des études secondaires en langue anglaise à l'université de Baloutchistan, dans la même ville.

## Carrière politique
Zahoor Ahmad Agha commence sa carrière politique en 2011, en rejoignant le Mouvement du Pakistan pour la justice (PTI) dirigé par Imran Khan, alors en pleine ascension. Lors des élections législatives de 2013, il se présente dans la sixième circonscription de Quetta pour l'Assemblée provinciale du Baloutchistan. Il est largement battu, arrivant à la septième place seulement avec 3,5 % des voix, loin derrière le vainqueur du Pashtunkhwa Milli Awami.
À la suite de la démission du gouverneur de Baloutchistan Amanullah Khan Yasinzai, demandée par le Premier ministre Imran Khan, Agha est nommé pour le remplacer le 9 juillet 2021. Nommé par le président Arif Alvi, il aurait été choisi par le chef du gouvernement sur le conseil du vice-président de l'Assemblée nationale Qasim Suri. Ce changement intervient en raison de « l'évolution des enjeux politiques » dans le pays selon Imran Khan. Un groupe de parlementaires du PTI aurait notamment demandé au chef du gouvernement que le gouverneur de la province soit issu du parti. Le 13 avril 2022, il remet sa démission au président Arif Alvi qui l'accepte le 19 avril.